# Élections municipales partielles françaises de 2005
Des élections municipales partielles ont lieu en 2005 en France.

## Élections

### Riec-sur-Bélon(Finistère)
- Maire sortant : Xavier Le Durand (DVD)
- Maire élu : Jean-Yves Kersulec (DVG)

- Contexte : Démission de plus d'un tiers des membres du conseil municipal.

| Tête de liste            | Tête de liste      | Liste          | Premier tour | Premier tour | Second tour | Second tour | Sièges | Sièges |
| Tête de liste            | Tête de liste      | Liste          | Voix         | %            | Voix        | %           | CM     |        |
| ------------------------ | ------------------ | -------------- | ------------ | ------------ | ----------- | ----------- | ------ | ------ |
|                          | Jean-Yves Kersulec | DVG            | 1 100        | 47,85        | 1 266       | 53,21       | 21     |        |
| Riec autrement           |                    |                | 1 100        | 47,85        | 1 266       | 53,21       | 21     |        |
|                          | Xavier Le Durand * | DVD            | 718          | 31,23        | 793         | 33,33       | 4      |        |
| Vivre et agir à Riec     |                    |                | 718          | 31,23        | 793         | 33,33       | 4      |        |
|                          | Paul Castrec       | DVD            | 481          | 20,92        | 320         | 13,45       | 2      |        |
| Riec, en avant pour tous |                    |                | 481          | 20,92        | 320         | 13,45       | 2      |        |
|                          |                    |                |              |              |             |             |        |        |
| Inscrits                 | Inscrits           | Inscrits       | 3 474        | 100,00       | 2 419       | 100,00      |        |        |
| Abstentions              | Abstentions        | Abstentions    | 1 126        | 32,41        |             |             |        |        |
| Votants                  | Votants            | Votants        | 2 348        | 67,59        |             |             |        |        |
| Blancs et nuls           | Blancs et nuls     | Blancs et nuls | 49           | 2,08         |             |             |        |        |
| Exprimés                 | Exprimés           | Exprimés       | 2 299        | 97,91        | 2 379       |             |        |        |
| * Liste du maire sortant |                    |                |              |              |             |             |        |        |

### Saint-Just-Malmont(Haute-Loire)
- Maire sortant : Adrien Glasian (DVD)
- Maire élu : Christian Granger (PS)

- Contexte : Démission de plus d'un tiers des membres du conseil municipal.

| Tête de liste            | Tête de liste      | Liste          | Premier tour | Premier tour | Second tour | Second tour | Sièges | Sièges |
| Tête de liste            | Tête de liste      | Liste          | Voix         | %            | Voix        | %           | CM     |        |
| ------------------------ | ------------------ | -------------- | ------------ | ------------ | ----------- | ----------- | ------ | ------ |
|                          | Marcel Combier     | DVD            | 698          | 30,11        | 697         | 33,29       | 4      |        |
|                          | Christian Granger  | PS             | 695          | 29,98        | 866         | 41,36       | 20     |        |
|                          | Adrien Glasian *   | DVD            | 568          | 24,50        | 531         | 25,36       | 3      |        |
|                          | Dominique Moretton | DVD            | 357          | 15,40        |             |             |        |        |
|                          |                    |                |              |              |             |             |        |        |
| Inscrits                 | Inscrits           | Inscrits       | 2 864        | 100,00       | 2 864       | 100,00      | 27     |        |
| Abstentions              | Abstentions        | Abstentions    | 461          | 16,10        | 715         | 24,97       |        |        |
| Votants                  | Votants            | Votants        | 2 403        | 83,90        | 2 149       | 75,03       |        |        |
| Blancs ou nuls           | Blancs ou nuls     | Blancs ou nuls | 85           | 3,54         | 55          | 2,56        |        |        |
| Exprimés                 | Exprimés           | Exprimés       | 2 318        | 96,46        | 2 094       | 97,44       |        |        |
| * Liste du maire sortant |                    |                |              |              |             |             |        |        |

### Saint-Rémy-de-Provence(Bouches-du-Rhône)
- Maire sortant : Lucien Palix (UMP)
- Maire élu : Hervé Chérubini (PS)

- Contexte : Démission du maire sortant.

|                                 | Hervé Chérubini    | PS             | 2 629 | 55,25  | 23 |  |  |  |
|                                 |                    |                | 2 629 | 55,25  | 23 |  |  |  |
|                                 | Jean-Luc Chanéac * | UMP            | 2 129 | 44,75  | 6  |  |  |  |
|                                 |                    |                | 2 129 | 44,75  | 6  |  |  |  |
|                                 |                    |                |       |        |    |  |  |  |
| Inscrits                        | Inscrits           | Inscrits       | 7 573 | 100,00 |    |  |  |  |
| Abstentions                     | Abstentions        | Abstentions    | 2 420 | 31,95  |    |  |  |  |
| Votants                         | Votants            | Votants        | 5 153 | 68,04  |    |  |  |  |
| Blancs et nuls                  | Blancs et nuls     | Blancs et nuls | 395   | 7,66   |    |  |  |  |
| Exprimés                        | Exprimés           | Exprimés       | 4 758 | 92,33  |    |  |  |  |
| * Liste de la majorité sortante |                    |                |       |        |    |  |  |  |

### Téteghem(Nord)
- Maire sortant : Lucien Barras (DVD)
- Maire élu : Franck Dhersin (UMP)

- Contexte : Démission de plus d'un tiers des membres du conseil municipal.

| Tête de liste            | Tête de liste       | Liste          | Premier tour | Premier tour | Second tour | Second tour | Sièges | Sièges |
| Tête de liste            | Tête de liste       | Liste          | Voix         | %            | Voix        | %           | CM     |        |
| ------------------------ | ------------------- | -------------- | ------------ | ------------ | ----------- | ----------- | ------ | ------ |
|                          | Franck Dhersin      | UMP            | 1 614        | 47,36        | 1 651       | 48,95       | 22     |        |
|                          | Lucien Barras *     | DVD            | 1 049        | 30,78        | 1 113       | 33,00       | 5      |        |
|                          | Jean-Pierre Bocquet | PS             | 745          | 21,86        | 609         | 18,05       | 2      |        |
|                          |                     |                |              |              |             |             |        |        |
| Inscrits                 | Inscrits            | Inscrits       | 5 593        | 100,00       | 5 593       | 100,00      |        |        |
| Abstentions              | Abstentions         | Abstentions    | 2 064        | 36,90        | 2 148       | 38,40       |        |        |
| Votants                  | Votants             | Votants        | 3 529        | 63,10        | 3 445       | 61,59       |        |        |
| Blancs ou nuls           | Blancs ou nuls      | Blancs ou nuls | 121          | 3,43         | 72          | 2,09        |        |        |
| Exprimés                 | Exprimés            | Exprimés       | 3 408        | 96,57        | 3 373       | 97,91       |        |        |
| * Liste du maire sortant |                     |                |              |              |             |             |        |        |